# فیلیپ ون دایک
فیلیپ ون دایک (زاده ۱۰ ژانویه ۱۶۸۳ - درگذشته ۲ فوریه ۱۷۵۳) نقاش قرن هجدهم اهل هلند شمالی و پیرو مکتب باروک بود.

## زندگی‌نامه

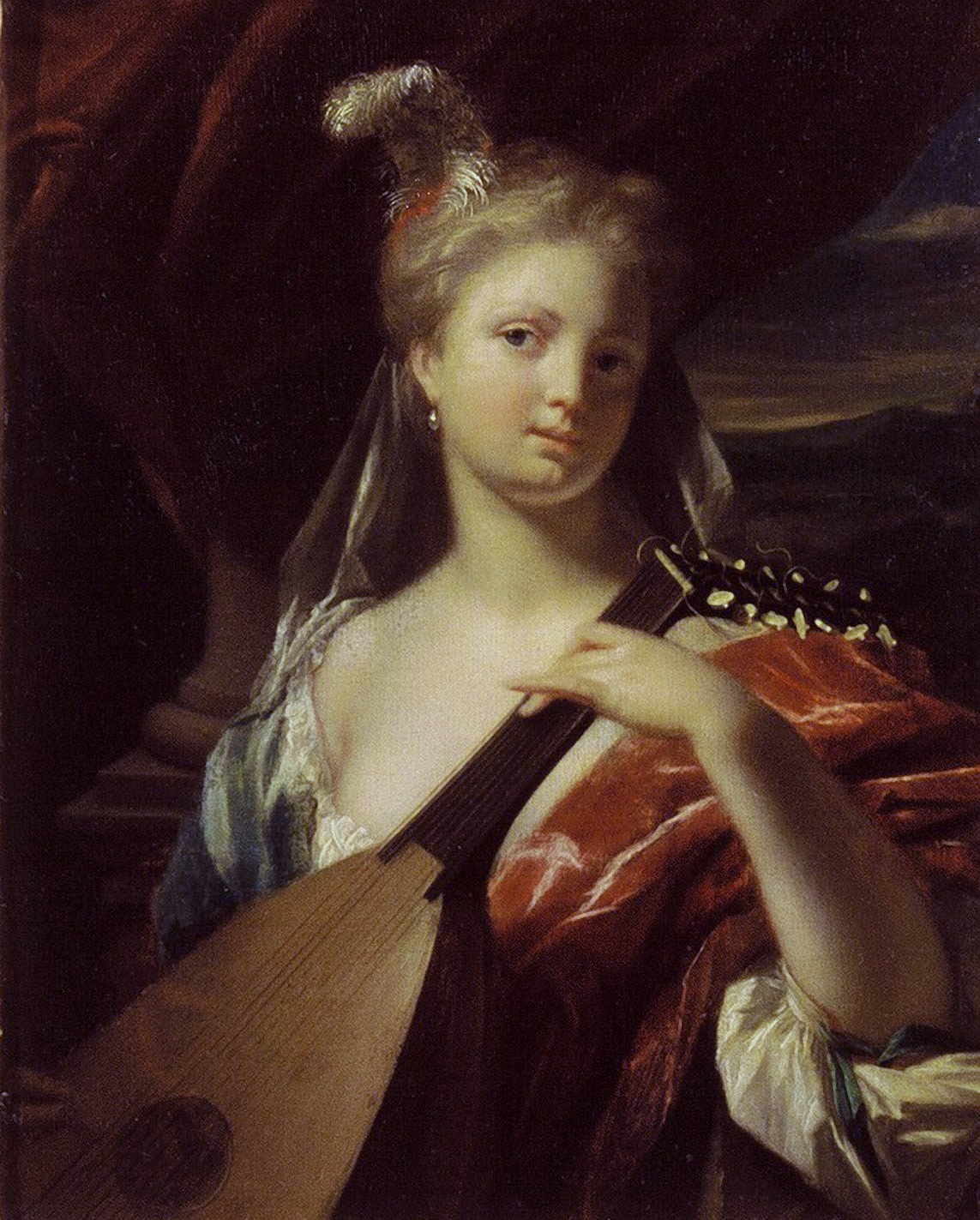
نوازنده عود، استفاده شده در اسکناس ۱۰۰ گیلدر هلندی.

به گزارش RKD، او شاگرد آرنولد بونن در آمستردام بود، اما بعدها وی شاگرد آدریان ون در ورف در روتردام شد. او در سال ۱۷۰۸ ازدواج کرد. در اواخر همان سال، او به عضویت انجمن سنت لوک در میدلبورگ درآمد. در سال ۱۷۱۸ عضو آکادمی Confrerie Pictura شد و در آنجا به یک نقاش محبوب تبدیل شد. مدتی بعد او برای تدریس در آکادمی طراحی بازگشت و شاگردان مختلفی از جمله یان آگوستینی، لوئیس دو مونی و هندریک پوتوون داشت. در سال ۱۷۲۶ وی به‌طور موقت و به مدت ۱۰ سال لاهه را ترک کرد تا به کاسل نقل مکان کند و نقاش دربار ویلیام هشتم، لندگرو هسن-کاسل شود. در این سالها، او ماری لوئیز از هسن کاسل و خانواده اش را نقاشی کرد. در سال ۱۷۳۷ او به میدلبورگ بازگشت و در سال ۱۷۵۰ برای بازگشت به لاهه ثبت نام کرد و در آنجا نقاش دربار پسر ماری لوئیز ویلیام چهارم، شاهزاده اورنج شد.

## میراث
نقاشی‌های پرتره خانوادگی او در بسیاری از موزه‌های واقع در اقامتگاه‌های سابق خانواده‌های هسه-کاسل و اورنج-ناسائو آویزان است. نقاشی او از یک نوازنده عود قرن‌ها بعد به عنوان الگویی برای اسکناس ۱۰۰ گیلدر هلندی مورد استفاده قرار گرفت.
 پرونده‌های رسانه‌ای مربوط به Philip van Dijk در ویکی‌انبار 